# Kick Ass Chicks 87: Kelly Wells
Kick Ass Chicks 87: Kelly Wells ist ein amerikanischer Pornofilm aus dem Jahr 2011 und der 87. Teil der langlebigen, seit 2008 laufenden Filmreihe „Kick Ass Chicks“, an der sich beispielsweise auch Jenna Haze, Aurora Snow und Taylor Rain beteiligten. Der einzige weibliche Protagonist ist die CAVR Award- („Starlet of the Year“, 2005) und XRCO-Award-nominierte („Orgasmic Analist of the Year“, 2006) Darstellerin Kelly Wells.

## Inhalt
Bei Kick Ass Chicks 87: Kelly Wells handelt es sich um einen Kompilationsfilm, der mit sieben Szenen aus bereits vorhandenem Archivmaterial neu montiert wurde:
- 5 Guy Cream Pie
- Black Guys Make Me Squirt
- Sack Lunch
- Revenge is a Bitch
- Honey, We Blew Up Your Pussy
- 10 Man Cum Slam
- Inseminated By 2 Black Men

## Kritiken
Die Quintessenz  auf Xcritic.com lautete: „Überspringen“ (Skip it). Begründet wurde das vor allem so, dass einzig und allein die Szene aus Sack Lunch beeindruckend war. Als größte Enttäuschung habe sich der 10 Man Cum Slam erwiesen. Der „Erwachsenen-Film-Kritiker“ Vincent Pierce monierte, die Darstellerin Kelly habe nicht ausgesehen, als hätte sie Spaß an der Szene. Es seien Würge- und Hustengeräusche zu hören gewesen, außerdem sei der Bildschirm schwarz geworden, in roten Buchstaben sei dann  „Vomit Alert!“ (deutsch: „Kotzalarm“) zu sehen gewesen. Das Gesicht der Darstellerin habe schrecklich, verwirrt und benommen ausgesehen.